# Long Bennington
Long Bennington est une paroisse civile et un village du Lincolnshire, en Angleterre.